# Armand Van De Kerkhove
Armand Van De Kerkhove, né le 29 octobre 1915 à Etterbeek en Belgique et mort le 7 décembre 2012 à Castelnau-d'Estrétefonds en France, est un footballeur international belge, actif durant les années 1930 et 1940, qui joue au poste de défenseur.

## Carrière
Armand Van De Kerkhove fait ses débuts avec le White Star AC en 1934 à l'âge de dix-neuf ans. Le club vient de remonter en Division d'Honneur et le jeune défenseur gagne sa place de titulaire dans l'équipe. Il devient un des joueurs importants du club au fil des saisons, parvenant à maintenir son équipe parmi l'élite à chaque fois. En 1940, peu avant le déclenchement de la Seconde Guerre mondiale, il est convoqué à deux reprises en équipe nationale belge pour disputer deux rencontres amicales contre les Pays-Bas. Après la guerre, il reprend sa carrière au White Star jusqu'à la relégation du club en 1947. Après une année sans jouer, il effectue une dernière pige à l'Union Saint-Gilloise durant la saison 1948-1949 mais elle se termine également sur une relégation, la première pour les « Unionistes ». Armand Van De Kerkhove met alors un terme définitif à sa carrière de joueur.

## Statistiques
| Saison                | Club                  | Championnat           | Championnat | Championnat | Coupe(s) nationale(s) | Coupe(s) nationale(s) | Total | Total |
| Saison                | Club                  | Division              | M.          | B.          | M.                    | B.                    | M.    | B.    |
| 1934-1935             | White Star AC         | Division 1            | -           | -           | -                     | -                     | 0     | 0     |
| 1935-1936             | White Star AC         | Division 1            | -           | -           | 0                     | 0                     | 0     | 0     |
| 1936-1937             | White Star AC         | Division 1            | -           | -           | 0                     | 0                     | 0     | 0     |
| 1937-1938             | White Star AC         | Division 1            | -           | -           | 0                     | 0                     | 0     | 0     |
| 1938-1939             | White Star AC         | Division 1            | -           | -           | 0                     | 0                     | 0     | 0     |
| 1941-1942             | White Star AC         | Division 1            | -           | -           | 0                     | 0                     | 0     | 0     |
| 1942-1943             | White Star AC         | Division 1            | -           | -           | 0                     | 0                     | 0     | 0     |
| 1943-1944             | White Star AC         | Division 1            | -           | -           | 0                     | 0                     | 0     | 0     |
| 1945-1946             | White Star AC         | Division 1            | -           | -           | 0                     | 0                     | 0     | 0     |
| 1946-1947             | White Star AC         | Division 1            | -           | -           | 0                     | 0                     | 0     | 0     |
| Sous-total            | Sous-total            | Sous-total            | 287         | 11          | -                     | -                     | 287   | 11    |
| 1948-1949             | Union saint-gilloise  | Division 1            | -           | -           | 0                     | 0                     | 0     | 0     |
| Sous-total            | Sous-total            | Sous-total            | -           | -           | -                     | -                     | 0     | 0     |
| Total sur la carrière | Total sur la carrière | Total sur la carrière | 287         | 11          | -                     | -                     | 287   | 11    |

## Carrière internationale
Armand Van De Kerkhove compte deux convocations en équipe nationale belge, pour autant de matches joués. Il dispute son premier match avec les « Diables Rouges » le 17 mars 1940 lors d'un match amical contre les Pays-Bas. Il joue un second match cinq semaines plus tard, le 21 avril, toujours contre les Pays-Bas, cette fois en déplacement.
Le tableau ci-dessous reprend toutes les sélections d'Armand Van De Kerkhove. Le score de la Belgique est toujours indiqué en gras.
| Date       | Compétition  | Adversaire | Lieu      | Score | Remarque |
| ---------- | ------------ | ---------- | --------- | ----- | -------- |
| 17/03/1940 | Match amical | Pays-Bas   | Anvers    | 7-1   |          |
| 21/04/1940 | Match amical | Pays-Bas   | Amsterdam | 4-2   |          |